# Palazzo Falconieri
Il palazzo Falconieri è un palazzo di Roma del XVI secolo, situato su via Giulia, adiacente alla Chiesa di Santa Maria dell'Orazione e Morte.
Fu dapprima proprietà della famiglia Ceci, cui appartenne il cardinale Pomponio, che lo edificarono a partire dal 1515 ca., poi, dal 1574 degli Odescalchi e dal 1606 dei Farnese, come testimoniano gli stemmi.
Nel 1638 Orazio Falconieri, della nobile famiglia fiorentina, diede incarico a Francesco Borromini di ampliarlo, portandolo da 8 a 11 assi di finestre, secondo il progetto originario.
Ai lati della facciata su via Giulia sono presenti due grandi erme barocche con busti femminei e teste di falco poste come lesene o cariatidi e che presumibilmente sono opera almeno in parte del Borromini. Sul prospetto che affaccia sul fiume è invece interessante la loggia composta di tre arcate a tutto sesto del 1646. All'interno, di grande pregio sono il grande scalone e gli stucchi dei soffitti.
Dal 1815 al 1818 vi abitò Maria Letizia Ramolino, madre di Napoleone Bonaparte, in quanto sorellastra del cardinale Fesch, allora residente nel palazzo.
Oggi vi trova sede l'Accademia d'Ungheria, fondata qui nel 1927, a seguito dell'acquisto dell'immobile da parte dello Stato ungherese. L'Accademia possiede una biblioteca specializzata di più di 20.000 volumi.
È stato utilizzato per l'ambientazione della casa del Dandi nella nota serie televisiva Romanzo Criminale.